# Karl Schwarber
Karl Schwarber (* 11. November 1889 in Basel; heimatberechtigt in Eglisau und ab 1924 in Basel; † 26. Juli 1950 in Riehen) war ein Schweizer Bibliothekar, Historiker und Leiter der Universitätsbibliothek Basel.

## Leben
Karl Schwarber war ein Sohn des Kaufmanns Johann Gottlieb Schwarber und der Maria geborene Ebner. Er absolvierte von 1908 bis 1910 eine Primarlehrerausbildung und studierte anschliessend Geschichte, Romanistik und Germanistik an den Universitäten Basel und Dijon. Er wurde 1920 in Basel zum Dr. phil. promoviert. Vier Jahre später heiratete er Elisabeth Barth.
Schwarber wurde 1920 Mitarbeiter der Universitätsbibliothek Basel und 1928 «erster» Bibliothekar. Als Oberbibliothekar übernahm er 1935 die Leitung, die er bis zu seinem Tod innehatte. Für die Einrichtung erwarb er bedeutende Bestände, beispielsweise die «Gothaer Bernoullikorrespondenz». Zu Schwarbers Verdiensten gehören neue Kataloge (Schlagwortkatalog, Basler Drucker- und Verlegerkatalog, Basler Akademikerkatalog) und die Anregung «wichtiger» Editionen wie die der Amerbachkorrespondenz. Die Bibliothek bewahrt seinen Nachlass. 
International hohes Ansehen erhielt Schwarber durch sein Engagement für die deutschsprachigen Bibliotheken während der 1940er Jahre. Er amtierte von 1943 bis 1946 als Präsident der Vereinigung schweizerischer Bibliothekare (VSB; 1992–2008 Verband der Bibliotheken und der Bibliothekarinnen/Bibliothekare der Schweiz, BBS) sowie von 1940 bis 1950 als Präsident der Aufsichtskommission der Schweizerischen Landesbibliothek (SLB). Er sass im Stiftungsrat der Schweizerischen Volksbibliothek (heute Bibliomedia Schweiz) und wirkte in internationalen Gremien mit.